# Vleesloze dag
Een vleesloze dag is een oproep aan de bevolking om één dag in de week geen vlees te consumeren. Een dergelijke campagne kan gehouden worden door de overheid of een particuliere organisatie. De motivatie verschilt, maar bevat één of meer van de volgende argumenten: voedselschaarste, en het verbeteren van de volksgezondheid en het klimaat. Door één dag in de week geen vlees te eten, kan de vleesconsumptie dalen met 14%. De maandag is een gangbare dag om een vleesloze dag te introduceren. De vrijdag is voor sommigen om religieuze redenen vleesloos.

## Crisistijd
Zowel tijdens de Eerste Wereldoorlog als de Tweede Wereldoorlog propageerde de overheid van de Verenigde Staten een vleesloze dag om de troepen te kunnen voorzien van geconserveerd vlees en als hulp aan de bevolking van Europa. In de Volksrepubliek Polen (1944-1989) werd wegens voedselschaarste een vleesloze dag ingesteld, aanvankelijk op maandag, later op woensdag.

## Meatless Monday
Meatless Monday is een internationale campagne van de Amerikaanse Monday Campaigns Inc. in samenwerking met de Johns Hopkins School of Public Health Center for a Livable Future. Het programma volgt de voedingsrichtlijnen van het United States Department of Agriculture. De campagne, die startte in 2003, richt zich voornamelijk op de gezondheidsaspecten van verminderde vleesconsumptie. Een aantal (online) media hebben een vleesloze dag in de receptenrubriek ingelast of besteedden aandacht aan het initiatief. De journalist Michael Pollan verdedigde de vleesloze dag in The Oprah Winfrey Show.

## Meat Free Monday
Meat Free Monday is een Engelse campagne die in 2009 is opgericht door Paul McCartney. Deze campagne heeft vooral als doel de uitstoot van broeikasgassen te verminderen. Volgens een rapport van de Verenigde Naties is een vijfde van de uitstoot van broeikasgassen afkomstig van de vleesproductie.
Verschillende Engelse artiesten steunen het initiatief. Paul McCartney is woordvoerder en schreef een begeleidend lied. Op 3 december 2009 sprak McCartney het Europees Parlement toe en riep hen op een daling van de vleesconsumptie aan te moedigen.
Marianne Thieme van de Partij voor de Dieren steunde de campagne door tijdens Prinsjesdag 2009 een hoed te dragen in de vorm van een koksmuts, met de opdruk Meat Free Mondays. In december 2009 stelde de GroenLinks-fractie in de gemeenteraad van Amsterdam voor zich aan te sluiten bij de campagne. Het college stond er positief tegenover maar had er geen budget voor, volgens wethouder Marijke Vos. In Nederland is er sinds 2010 ook de campagne Plantaardig Maandag, die zich aansluit bij de Meat Free Mondays, maar nog een schepje erbij doet door 100% plantaardig eten te promoten.

## Donderdag Veggiedag
Donderdag Veggiedag is een initiatief van het Belgische EVA vzw (Ethisch Vegetarisch Alternatief). De stad Gent besloot in mei 2009 het idee van Donderdag Veggiedag te omarmen. In de Gentse stadsscholen werden vanaf dat moment op donderdag de warme maaltijd standaard vegetarisch. De gemeente Hasselt volgde enkele maanden later. Het grote verschil met andere campagnes voor een vleesloze dag is dat de Belgische variant volledig vegetarisch is en dus ook vis en andere gedode dieren uitsluit. De Boerenbond reageerde afwijzend op de Veggiedag.